# Apistops caloundra
Apistops caloundra är en fiskart som först beskrevs av De Vis, 1886.  Apistops caloundra ingår i släktet Apistops och familjen Apistidae. Inga underarter finns listade i Catalogue of Life.